# Ichneumon corculatorius
Ichneumon corculatorius là một loài tò vò trong họ Ichneumonidae.